# Drake (umělec)
Aubrey Drake Graham (* 24. října 1986 Toronto, Kanada), spíše známý jako Drake, je kanadský herec, zpěvák a rapper. Původně proslul jako herec v seriálu Degrassi: The Next Generation, v kterém účinkoval osm let od roku 2001. V USA a ve světě se stal slavným až se svou hudební kariérou, a to díky příležitosti od Lil Waynea, který ho v roce 2009 upsal k svému labelu Young Money Entertainment, na kterém Drake vydal 10 projektů a působil na něm do roku 2018. V roce 2010 vydal svůj platinový debut Thank Me Later, který dosáhl na první místo v amerických, kanadských a britských hitparádách. Alba se prodalo přes 1,4 milionu kusů v USA. Je držitelem několika hudebních rekordů (počet současně umístěných písní, počet streamů alba apod.). Jako první zpěvák v historii překročil milník 200 písní umístěných v žebříčku Billboard Hot 100.

## Hudební kariéra

### So Far Gone (2009)
13. února 2009 vydal svůj mixtape nazvaný So Far Gone, který obsahoval úspěšné písně „Best I Ever Had“ a „Successful“ (ft. Trey Songz & Lil Wayne). Tento mixtape ho proslavil i v USA, kde ho pod svůj label Young Money Entertainment upsal rapper Lil Wayne. V září 2009 byl mixtape s drobnými úpravami vydán jako krátké EP. To debutovalo na šesté pozici žebříčku Billboard 200 s 73 000 prodanými kusy v první týden prodeje v USA. Celkem se v USA EP prodalo okolo 500 000 kusů a získalo certifikaci zlatá deska. Po úspěchu EP začal Drake nahrávat své debutové album.
V prosinci 2009 bylo vydáno první kompilační album vydavatelství Young Money Entertainment s názvem We Are Young Money; v USA se ho prodalo okolo 500 000 kusů, a tím se stalo zlatým. Drake byl přítomen na obou singlech: „Every Girl“ a „BedRock“; ale i na dalších písních „Pass the Dutch“, „Fuck da Bullshit“ a „Finale“.

### Thank Me Later (2010)

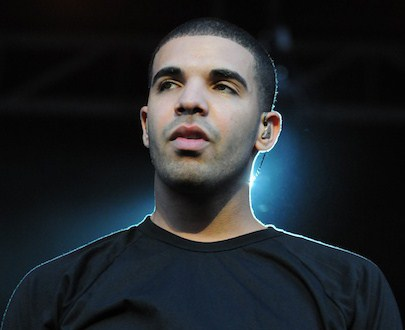
Drake v roce 2010.

Album Thank Me Later bylo vydáno v červnu 2010. Debutovalo na prvním místě žebříčku Billboard 200 s 447 000 prodanými kusy v první týden prodeje. V Kanadě také obsadilo první pozici s 31 000 prodanými kusy. Celkem se v USA prodalo 1 551 000 kusů alba, v Kanadě 80 000 kusů. Album se tak stalo platinovým v USA i v Kanadě. Prvním singlem byla píseň „Over“, která se umístila na 14. příčce žebříčku Billboard Hot 100 a na 17. v Kanadě. Druhý singl „Find Your Love“ se umístil na 5. příčce v USA a na 10. v Kanadě. Třetí singl „Miss Me“ (ft. Lil Wayne) obsadil 15. příčku v USA a 73. v Kanadě. Čtvrtý a poslední singl „Fancy“ (ft. T.I. a Swizz Beatz) se vyšplhal na 25. příčku v USA a na 54. v Kanadě. Po vydání se v hitparádě Billboard Hot 100 umístily ještě tři písně z alba, a to „Up All Night“ (ft. Nicki Minaj) (49. příčka), „9AM in Dallas“ (57. příčka) a „Fireworks“ (ft. Alicia Keys) (71. příčka).

### Take Care (2011–2012)

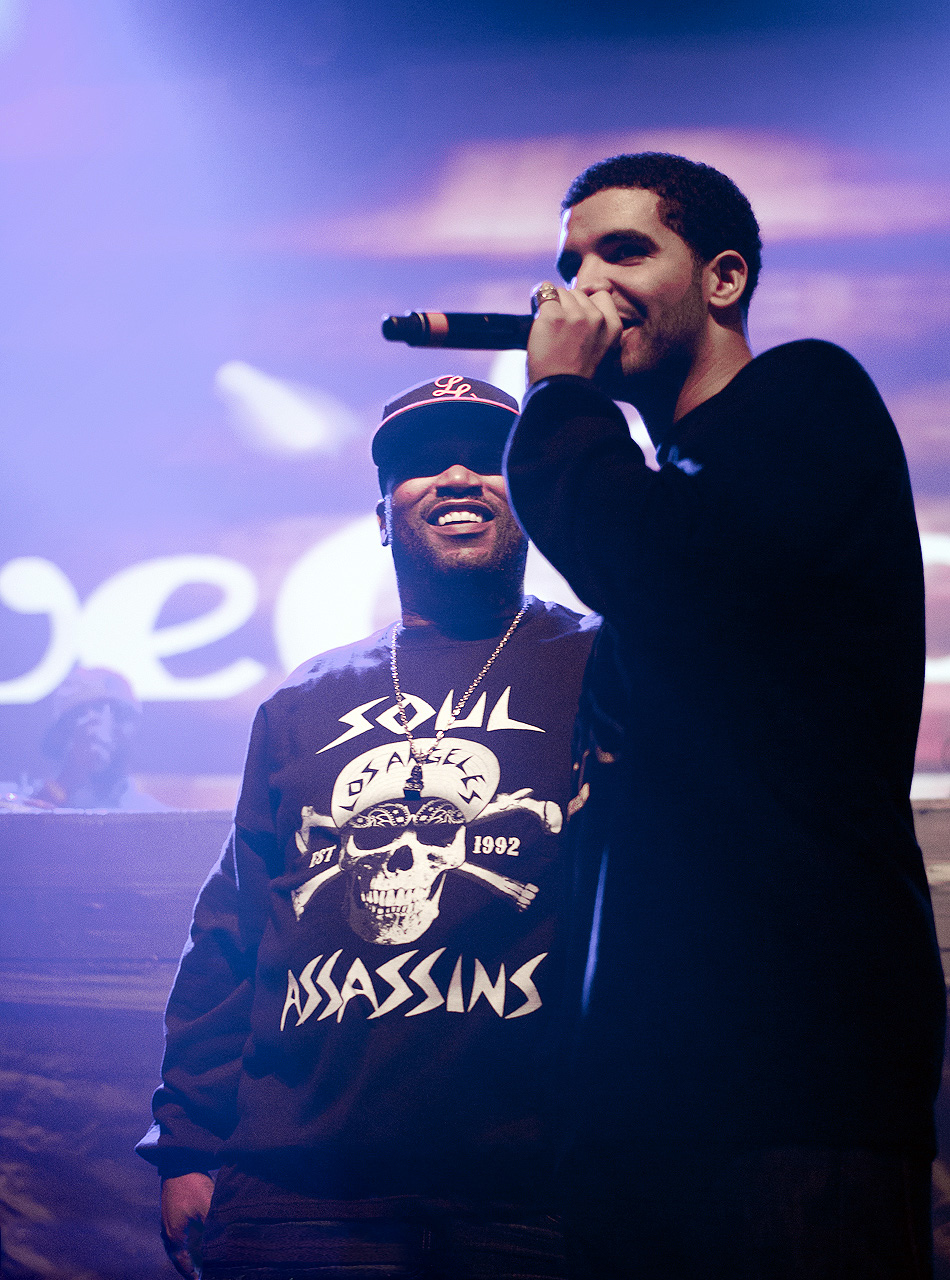
Drake a rapper Bun B na koncertu v Torontu (2011).

Druhé studiové album nazvané Take Care bylo vydáno v listopadu 2011. Album debutovalo na první příčce v Billboard 200 s 631 000 prodanými kusy v první týden prodeje v USA. V prosinci 2011 se prodej v USA přehoupl přes milion kusů. Na první místo dosáhlo i v Kanadě. V USA se celkem prodalo 2 003 000 kusů alba. Tím album získalo certifikaci 2× platinová deska v USA. V Kanadě se prodalo 160 000 kusů alba (2× platinová deska) a ve Spojeném království 100 000 kusů (zlatá deska). Prvním singlem k albu byla píseň „Headlines“, která se umístila na 13. pozici v Billboard Hot 100 a na 18. v Kanadě. Druhým singlem byla píseň „Make Me Proud“ (ft. Nicki Minaj) ta se umístila na 9. pozici v USA a na 25. v Kanadě. Třetí singl „The Motto“ (ft. Lil Wayne) se umístil na 18. příčce. Čtvrtý singl „Take Care“ (ft. Rihanna) dosáhl 9. příčky. Mimo singly se v hitparádách umístily i další písně z alba: „Marvins Room“ (21. příčka), „Hate Sleeping Alone“ (67. příčka), „We'll Be Fine“ (89. příčka), „HYFR“ (ft. Lil Wayne) (92. příčka) a „Shot for Me“ (100. příčka). Na 55. předávání cen Grammy v únoru 2013 za toto album získal svou první cenu Grammy, a to v kategorii nejlepší rapové album roku. V únoru 2016 RIAA změnila pravidla udělování certifikací a nově do celkového prodeje započítávala i audio a video streamy. Díky tomu album získalo certifikaci 4x platinová deska.

### Nothing Was The Same (2013)
V únoru 2013 oznámil název svého třetího alba Nothing Was The Same. Také vydal první singl s názvem „Started From The Bottom“, který se vyšplhal na 6. příčku. Druhý singl „Hold On, We're Going Home“ (ft. Majid Jordan) se umístil na 4. příčce. Album mělo být vydáno 17. září 2013, ale v srpnu bylo odloženo o týden na 24. září. V první týden prodeje se v USA prodalo 659 000 kusů alba, a tím album debutovalo na první příčce amerického žebříčku. V listopadu 2013 album získalo certifikaci platinová deska za překročení prodeje milionu kusů. Celkem se v USA prodalo 1 624 000 kusů. Toto album získalo díky změnám pravidel RIAA z února 2016 certifikaci 3× platinová deska.
Po vydání alba byly vydány další dva singly, a to písně „All Me“ (ft. Big Sean a 2 Chainz) (20. příčka v Billboard Hot 100) a „Pound Cake“ (ft. Jay-Z) (65. příčka). Mimo nich se v žebříčku Billboard Hot 100 umístilo ještě deset písní z alba: „Wu-Tang Forever“ (52. příčka), „The Language“ (51. příčka), „Furthest Thing“ (56. příčka), „Too Much“ (64. příčka), „Paris Morton Music 2“ (65. příčka), „From Time“ (67. příčka), „Own It“ (78. příčka), „Tuscan Leather“ (81. příčka), „Come Thru“ (87. příčka) a „Worst Behavior“ (89. příčka). V žebříčku tím nezabodovaly jen dvě písně z alba.

### Rise of an Empire a plán čtvrtého alba (2014)
V roce 2014 přispěl písní „Trophies“ na kompilační album nahrávací společnosti Young Money Entertainment s názvem Young Money: Rise of an Empire. Zmíněná píseň byla jeho jediným příspěvkem na albu. Píseň byla vydána i jako singl a umístila se na 50. příčce v žebříčku Billboard Hot 100.
Od začátku srpna do konce září 2014 vystupoval s rapperem Lil Waynem na společném turné s názvem Drake vs. Lil Wayne Tour. Během turné zahráli ve 31 městech po celých USA. Dvojice poté přislíbila budoucí opakování společného turné.
Již v červenci 2014 oznámil název svého čtvrtého alba, a to Views from the 6, současně však přiznal, že na albu ještě nezačal pracoval.
V červenci 2014 také vydal promo singl s názvem „0 to 100 / The Catch Up“. Píseň se umístila 35. příčce. V říjnu 2014 vydal tři nové písně, a to „6 God“, „Heat Of The Moment“ a „How Bout Now“. Drake uvedl, že tyto písně předčasně vydal zdarma kvůli tomu, že se k nim dostali hackeři, kteří je plánovali zveřejnit.

### If You’re Reading This It’s Too Late (2015)
Dne 12. února 2015 zveřejnil krátkometrážní film s názvem Jungle, ve kterém se objevily části nových písní. Téhož dne v noci překvapivě vydal na iTunes svou novou mixtape s názvem If You’re Reading This It’s Too Late, tím že ji dal k prodeji místo zdarma ke streamu, je původně plánovaná mixtape počítána jako čtvrté studiové album. Spekuluje se, že tak učinil, aby splnil smlouvu na čtyři alba se společností Cash Money Records. Z mixtape/alba byly předem známy jen dvě písně, a to „6 God“ a „Used To“ (ft. Lil Wayne). Vydáním alba ustanovil nové dva rekordy ve streamování na placené službě Spotify: za první týden album zaznamenalo rekordních 17 milionů streamů a navíc v nejúspěšnější den zaznamenalo rekordních 6,8 milionů streamů. Současně, první odhady mluvily o 500 000 prodaných kusech za první týden. Nakonec se bez jakékoli dřívější marketingové propagace v první týden v USA prodalo 494 746 kusů. Album tím získalo certifikaci zlatá deska. Ve druhý týden se prodalo dalších 129 118 kusů, ve třetí týden dalších 58 640 kusů; a celkový prodej v USA se tak vyhoupl na 682 504 kusů. Do dubna 2015 se v USA prodalo 793 000 kusů alba. Dne 21. 4. 2015 začaly být prodávány i fyzické kopie alba na CD, do té doby šlo pouze o digitální release. V srpnu 2015 se stalo platinovým. Do začátku listopadu 2015 se v USA prodalo 1 055 000 kusů alba. Toto album získalo díky změnám pravidel RIAA z února 2016 certifikaci 2× platinová deska.
Ačkoliv do vydání alba nebyl vydán žádný singl, po uvedení do prodeje se v žebříčku Billboard Hot 100 umístilo celkem pět písní, a to „Energy“ (26. příčka), „Preach“ (ft. PartyNextDoor) (82.), „Legend“ (52.), „10 Bands“ (58.) a „Used To“ (ft. Lil Wayne) (84.). Po vydání alba, v únoru 2015, také vyrovnal rekord v počtu současně umístěných písní v žebříčku Hot R&B/Hip-Hop Songs, bylo jich 14. V druhý týden vstoupilo do žebříčku Billboard Hot 100 dalších pět písní, a to „Know Yourself“ (70. příčka), „No Tellin'“ (81.), „6 God“ (83.), „Now & Forever“ (95.) a „6 Man“ (97.). Také stanovil nový rekord v počtu současně umístěných písní v žebříčku Hot R&B/Hip-Hop Songs, když jich tam měl 21, tj. 42 % žebříčku tvořil on sám. Na začátku března vyrovnal rekord The Beatles z roku 1964 v počtu současně místěných písní v žebříčku Billboard Hot 100, a to 14.

#### Spor s Meek Millem
V červenci 2015 vypukl spor (beef) mezi Drakem a rapperem Meek Millem. Ten na Twitteru napsal, že si Drake nepíše vlastní texty. Jedním z tzv. ghostwriterů by měl být Quentin Miller. Brzy poté Drake nahrál píseň (disstrack) s názvem „Charged Up“, ve které se vysmíval rapperům, jímž pomáhal k proslavení se skrze společné písně. Drake v minulosti hostoval na dvou Meek Millových singlech – „Amen“ a „R.I.C.O.“, což jsou jeho dvě ze tří nejúspěšnějších písní. Meek Mill na disstrack reagoval znovu pouze na Twitteru. Drake poté nahrál druhý diss s názvem „Back to Back“. Tím vyprovokoval Meek Milla k vydání vlastního disstracku s názvem „Wanna Know“. Drakeovy písně se dostaly i do žebříčku Billboard Hot 100. „Charged Up“ se umístila na 78. příčce a „Back to Back“ na 21.

### What A Time To Be Alive (2015)
V září 2015 vydal společný projekt s rapperem Future s názvem What A Time To Be Alive. Album opět nemělo příliš propagace a Drake ho podobně, jako svůj předchozí sólo projekt If You’re Reading This It’s Too Late označil za mixtape. I přesto ji umístil na iTunes a Apple Music k prodeji. Projekt obsahuje jedenáct písní, z nichž je devět společných a poté dvě sólové. Projektu se za prvních pět dní prodeje v USA prodalo 334 000 kusů, čím debutoval na první příčce žebříčku Billboard 200, současně byl 35 milionkrát streamován. Před vydáním projektu nebyl vydán žádný singl. V první týden po vydání se přesto v žebříčku Billboard Hot 100 umístilo osm písní z projektu. V žebříčku Billboard Hot R&B/Hip-Hop Songs dokonce všech jedenáct. Nejúspěšnější byla píseň „Jumpman“ (12. příčka). V druhý týden do žebříčku Billboard Hot 100 vstoupily i zbylé tři písně z projektu. Do začátku listopadu 2015 se v USA prodalo 459 000 kusů projektu. Toto album získalo díky změnám pravidel RIAA z února 2016 certifikaci platinová deska.
Drake na konci září 2015 teprve jako čtvrtý umělec v historii překonal hranici sta písní (sólových i jako hostující umělec) umístěných v americkém žebříčku Billboard Hot 100. Milníku dosáhl za pouhých šest let tvorby. Dopomohly k tomu i dvě nezařazené písně „Hotline Bling“ a „Right Hand“, které se obě umístily v žebříčku. „Hotline Bling“ se umístila na druhé příčce a získala zlatou certifikaci. V roce 2015 byl nejvíce streamovaným umělcem na službě Spotify, kde dosáhl 1,8 miliardy streamů od 46 milionů uživatelů.

### Views (2016)

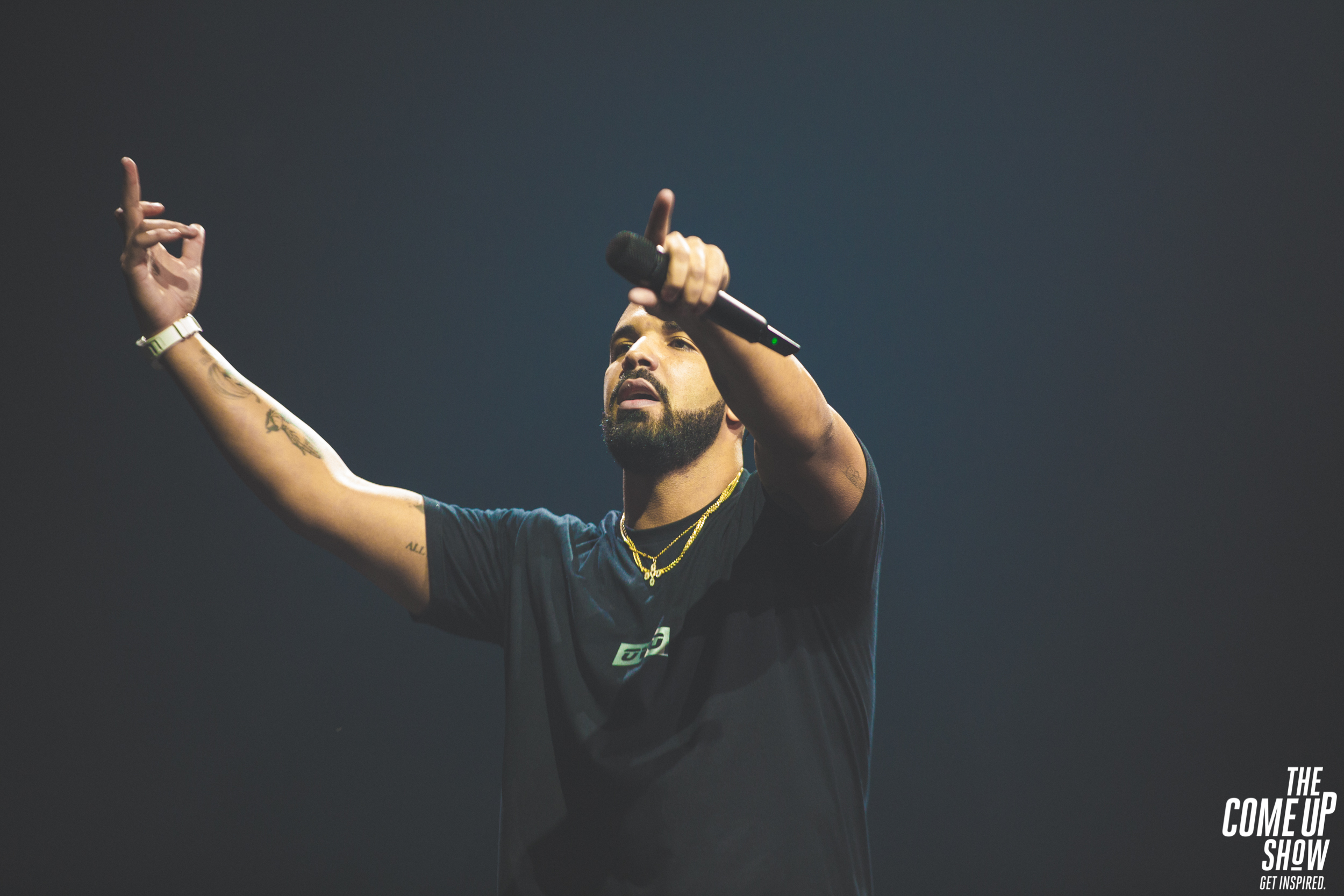
Drake na Summer Sixteen Tour v Torontu (2016).

Na konci ledna 2016 vydal nový singl s názvem „Summer Sixteen“, píseň debutovala na 6. příčce v žebříčku Billboard Hot 100, když se jí za první týden prodeje prodalo přes 200 000 kusů. Současně oznámil, že album Views from the 6 vyjde v dubnu 2016 na jeho labelu OVO Sound. Na začátku dubna 2016 vydal další dva singly „One Dance“ (ft. Wizkid a Kyla) (jeho první 1. příčka) a „Pop Style“ (ft. Jay-Z a Kanye West) (16. příčka). Datum vydání alba bylo stanoveno na 29. dubna. Těsně před vydáním se název alba zkrátil na Views. Bylo vydáno 29. dubna nejdříve na iTunes a Apple Music ke streamingu a digitálnímu prodeji. Finální verze alba neobsahovala singl „Summer Sixteen“, ale naopak zahrnula dřívější velmi úspěšný singl „Hotline Bling“ (2. příčka). Za první týden prodeje se v USA prodalo 851 000 kusů alba. Jednalo se o Drakeův dosud nejúspěšnější startovací týden a největší prodej mezi zpěváky od roku 2013. Po započítání 245 milionů streamů se konečná suma za první týden ustálila na milionu prodaných kusů.
V prvním týdnu po vydání alba stanovil nový rekord, když v žebříčku Billboard Hot 100 měl současně 20 písní, čímž sám tvořil pětinu žebříčku. Z alba Views se v žebříčku umístilo 18 písní. V žebříčku se tak z alba neumístila pouze minutová skladba „Summers Over Interlude“. Do června 2016 obsah alba zaznamenal 1 miliardu streamů. Album se na první příčce žebříčku Billboard 200 udrželo dvanáct týdnů, čehož naposledy dosáhl zpěvák Billy Ray Cyrus v roce 1992. Singl „One Dance“ se v USA udržel na první příčce deset týdnů a ve Spojeném království dokonce patnáct týdnů. K 30. červnu 2016 se v USA prodalo 1 313 000 ks alba (po započítání streamů 2 609 000 ks) a 1 442 000 ks singlu „One Dance“ (po započítání streamů 3 351 000 ks). V prosinci 2016 se album, díky streamům, stalo v USA 4× platinovým. Za rok 2016 obhájil titul nejvíce streamovaného umělce na službě Spotify, když zaznamenal 4,7 miliardy streamů. V prosinci 2016 singl „One Dance“ dosáhl na Spotify miliardy streamů, tím se Drake stal prvním umělcem, který toho dosáhl. V prosinci rovněž vyrovnal rekord svého kolegy z nahrávacích společností Cash Money Rec. / Young Money Ent. Lil Waynea, když zaznamenal svůj 132. singl v žebříčku Billboard Hot 100, přičemž 62 % z nich tvořily jeho vlastní singly, zbytek byly singly, na kterých Drake hostoval.
V únoru 2016 mu starosta John Tory předal symbolický klíč od města Toronto. Drake rovněž trénoval tým Kanady v Celebrity All-Star Game v rámci NBA's 2016 All-Star Game Weekend.

#### Spor s Joem Buddenem
V dubnu 2016 rapper Joe Budden ze skupiny Slaughterhouse o albu Views prohlásil, že se jedná o průměrné album, na kterém Drake zní naprosto bez inspirace. Drake následně odpověděl v písni „4PM in Calabasas“. Budden následně nahrál disstracky „Making A Murderer (Part 1)“ a „Wake“. Drake mu odpověděl až v písni rappera Frenche Montany „No Shopping“, na které hostoval. Budden okamžitě zareagoval písní „Afraid“, která využívá beat Drakeovy písně „The Resistance“ z alba Thank Me Later. Na konci července Drake Buddena urážel během svého turné Summer Sixteen Tour; na koncertu v Dallasu. Do 24 hodin mu Budden odpověděl dalším disstrackem „Just Because“.

### More Life (2017)
V říjnu 2016 vydal singl „Fake Love“, který se umístil na 8. příčce žebříčku Billboard Hot 100. Při příležitosti vydání singlu oznámil, že do konce roku vydá projekt s názvem More Life. Projekt je označen jako „playlist původních skladeb“ a nikoli jako album či mixtape. Playlist More Life měl být původně vydán v listopadu a poté v prosinci 2016, následně byl odložen na leden 2017, nicméně byl vydán až 18. března 2017. Před vydáním byly zveřejněny další dvě písně „Sneakin'“ (ft. 21 Savage) (28. příčka) a „Two Birds, One Stone“ (73. příčka), ty se ovšem na konečné verzi projektu neobjevily. Projekt zaznamenal několik rekordů. Během prvního dne vydání byl obsah projektu streamován na Spotify 61,3 milionkrát a na Apple Music dokonce 89,9 milionkrát, obě hodnoty jsou rekordní. V první týden prodeje se v USA prodalo 505 000 ks alba (226 000 ks v přímém prodeji a 380 milionů streamů), album tím debutovalo na první příčce žebříčku Billboard 200. Z alba byly postupně vydány tři singly: „Passionfruit“ (8. příčka), „Free Smoke“ (18. příčka) a „Portland“ (featuring Quavo a Travis Scott) (9. příčka). K červenci 2016 se playlistu prodalo 1 693 000 ks (po započítání streamů). Album je velmi inspirováno britskou kulturou a hudbou a žánrem zvaný grime.
Na konci roku 2017 se umístilo na 4. místě nejprodávanějších alb roku. Celkem se ho prodalo 363 000 ks (2 227 000 ks po započítání streamů).

### Scary Hours, Scorpion a Care Package (2018 a 2019)
V lednu 2018 vydal mini-EP s názvem Scary Hours. Sedmiminutové mini-EP tvoří pouze dva singly – „God's Plan“ a „Diplomatic Immunity“. Singl „God's Plan“ debutoval na první příčce žebříčku Billboard Hot 100, jako Drakeův první singl a jako teprve 29. singl v historii žebříčku. Singl po svém zveřejnění zlomil dva rekordy streamovacích služeb Spotify a Apple Music, v obou případech počet streamů během prvních 24 hodin. Na Apple Music byl singl během prvního dne streamován 14milionkrát. Druhý singl „Diplomatic Immunity“ se umístil na 7. příčce žebříčku. Drake tak je teprve druhým umělcem historie, jehož dva singly najednou debutovaly v Top 10 písních žebříčku Billboard Hot 100.
V dubnu 2018 oznámil červnové vydání svého dalšího studiová alba s názvem Scorpion. Oznámení doprovázelo vydání singlu „Nice for What“, který debutoval na 1. příčce žebříčku Billboard Hot 100. Singl na prvním místě žebříčku vystřídal Drakeův předchozí singl „God's Plan“, který se na špici žebříčku držel 11 týdnů. Album bylo vydáno 29. června 2018 jako dvojalbum o 25 písních s celkovou délkou téměř 90 minut. Drake albem překonal vlastní rekordy v počtu streamů během prvního dne. Album na hudební službě Apple Music během prvního dne zaznamenalo 170 milionů streamů, na Spotify dalších 132 milionů streamů. Album zlomilo rekord v počtu celosvětových streamů za první týden, který poprvé v historii překročil hranici miliardy streamů. V USA debutovalo na 1. příčce žebříčku Billboard 200 se 731 000 prodanými kusy během prvního týdne (159 000 ks v čistém prodeji + 746 milionů streamů). Po zveřejěnní alba se v Top 10 písních žebříčku Billboard Hot 100 umístilo sedm písní, čímž Drake vytvořil nový rekord, když překonal padesát let starý rekord skupiny The Beatles. Těmito písněmi byly: „Nice for What“, která se vrátila na první příčku, dále „Nonstop“ (2. příčka), „God's Plan“ (4. příčka), „In My Feelings“ (6. příčka), „I'm Upset“ (7. příčka), „Emotionless“ (8. příčka) a „Don't Matter to Me“ (ft. Michael Jackson) (9. příčka). V žebříčku Billboard Hot 100 se také umístily i všechny ostatní písně z alba, a to všechny v Top 60 písních. Drake tedy sám tvořil 25 z Top 60 písní. Se dvěma dalšími spoluprácemi měl Drake v žebříčku současně 27 písní, čímž překonal svůj dřívější rekord. Ve druhém týdnu po vydání alba se píseň „In My Feelings“ virálně vyhoupla na 1. příčku žebříčku, jako již třetí z alba. Písně „God's Plan“, „Nice For What“ a „In My Feelings“ přinesly Drakeovy za pouhých sedm měsíců tři number-one hity. Celkově jich za svou kariéru zaznamenal již šest, kdy první dva získal na spolupracích s Rihannou a třetí v roce 2016 svým singlem „One Dance“. Mezi hip-hopovými umělci je prvním, kdo získal šest number-one hitů a zlomil tak předchozí rekord. Do konce roku 2018 se alba prodalo celkem 3 380 000 ks (276 000 ks v přímém prodeji + 4,2 miliardy streamů). Drake v roce 2018 překonal další rekord skupiny Beatles, když se mu během jednoho roku podařilo mít 12 Top 10 hitů v žebříčku Billboard Hot 100.
V červenci 2018 se stal prvním hudebním umělcem, který překonal hranici deseti miliard streamů na streamovací službě Apple Music.
V červnu 2019 hostoval na singlu Chrise Browna s názvem „No Guidance“ (9. příčka). Brzy poté vydal dva nové singly „Omertà“ (35. příčka) a „Money in the Grave“ (ft. Rick Ross) (7. příčka). Písně tvořily krátké EP The Best in the World Pack. V srpnu 2019 vydal své první kompilační album, které sestávalo z dříve nahraných ale nedostupných písní. Kompilační album debutovalo na 1. příčce žebříčku Billboard 200 se 109 000 prodanými kusy (po započítání streamů). Jednalo se už o jeho deváté number-one album. Z alba se umístilo sedm písní v žebříčku Billboard Hot 100, nejlépe: „Trust Issues“ (58. příčka), „How Bout Now“ (60. příčka) a „The Motion“ (61. příčka). Drake tím jako první zpěvák v historii překročil milník 200 písní umístěných v žebříčku Billboard Hot 100.

#### Spor s Pushou T
V roce 2018 se rozhořel beef mezi Drakem a rapperem Pushou T. Na diss tracku „Infrared“ Pusha T zopakoval dřívější obvinění, že Drake používá ghostwritery, na což Drake reagoval dissem „Duppy Freestyle“, kde tvrdil, že sám Pusha T píše texty pro Kanye Westa. Pusha T odpověděl známým diss trackem „The Story of Adidon“, ve kterém odhalil Drakeovo tajené otcovství. Drakeovi se v říjnu 2017 narodil syn Adonis, matkou byla bývalá pornoherečka a modelka Sophie Brussaux. Magazín Billboard později tvrdil, že Brussaux byla zejména modelka účinkující v hudebních videích. Drake se následně pod tlakem k otcovství přiznal, přičemž si nechal vyhotovit několik testů otcovství. Na píseň „The Story of Adidon“ Drake již neodpověděl.

### Dark Lane Demo Tapes, Scary Hours 2 a Certified Lover Boy (2020 a 2021)
V lednu 2020 vydal společný singl s rapperem Futurem „Life Is Good“, který se umístil na 2. příčce žebříčku Billboard Hot 100 a vedl ke spekulacím o pokračování jejich spolčeného projektu z roku 2015 What a Time to Be Alive. Nakonec ale skladba skončila na dalším Futureho sólo projektu.
V dubnu 2020 vydal nový singl „Toosie Slide“, který doprovodil videoklipem, ve kterém nosí ochranné pomůcky z důvodu pandemie covidu-19 a představil nový „Toosie Slide“ taneček. Píseň i díky virálnímu potenciálu debutovala na první příčce žebříčku Billboard Hot 100. Drakeovi se to podařilo již potřetí v kariéře, což zatím žádný jiný hudební umělec nedokázal. O několik dní později vydal bez předchozí propagace prodejní mixtape Dark Lane Demo Tapes. Mixtape debutoval na 2. příčce žebříčku Billboard 200 s 223 000 prodanými kusy (po započítání streamů) v prvním týdnu prodeje. Bylo to poprvé po deseti letech, kdy Drakeúv projekt nedebutoval na první příčce hitparády prodejnosti alb. Po vydání se v žebříčku Billboard Hot 100 umístilo všech čtrnáct písní z mixtapu. Nejlépe se umístila píseň „Pain 1993“ (s Playboi Carti) a to na 7. příčce. Šlo už o jeho 38. počin v top desítce písní žebříčku. Drake tím vyrovnal rekord Madonny, která ho držela od roku 2002, kdy překonala The Beatles. Vedle této se dále nejvýše umístily „Chicago Freestyle“ (ft. Giveon) (14. příčka) a „D4L“ (s Future a Young Thug) (19. příčka).
V červenci 2020 vydal DJ Khaled dva singly s Drakem. Šlo o písně „Greece“ (8. příčka) a „Popstar“ (3. příčka). Šlo o Drakeův 24. a 25. singl, který debutoval v top desítce žebříčku Billboard Hot 100 a současně o jeho 39. a 40. singl, který se umístil v top desítce žebříčku Billboard Hot 100, čímž zlomil dosavadní rekord zpěvačky Madonny. V srpnu Drake zveřejnil svůj singl „Laugh Now Cry Later“ (ft. Lil Durk) (2. příčka), který byl tehdy určen pro plánované album Certified Lover Boy, ale nakonec se na něm neobjevil.
Ještě před vydáním alba vydal EP Scary Hours 2, na kterém se nacházely tři nové písně „What's Next“, „Wants and Needs“ (ft. Lil Baby) a „Lemon Pepper Freestyle“ (ft. Rick Ross). Drake si vydáním EP připsal další rekord, když písně z EP debutovaly na prvních třech příčkách žebříčku Billboard Hot 100. Píseň „What's Next“ přinesla Drakeovi osmý number-one hit. „Wants and Needs“ debutoval na druhé příčce a „Lemon Pepper Freestyle“ na třetí. Drake se tím stal prvním zpěvákem historie, jehož tři singly debutovaly na prvních třech příčkách žebříčku. A celkově teprve třetím hudebním umělcem, jehož tři písně byly současně na prvních třech příčkách tohoto žebříčku (dalšími dvěma byly skupina The Beatles a zpěvačka Ariana Grande).
Album Certified Lover Boy vyšlo dne 3. září 2021. Debutovalo na první příčce žebříčku Billboard 200 s 613 000 prodanými kusy (po započítání 743 milionů streamů). Drake tím zaznamenal největší debut roku, když výrazně překonal album Donda Kanyeho Westa, které debutovalo s 309 000 ks. Šlo o nejlepší debut alba od vydání desky Folklore Taylor Swift v červenci 2020. Pokud by se poměřovaly debuty alb pouze v Hip-hop/RnB žebříčku, šlo by o nejlepší debut od Drakeova alba Scorpion z června 2018. Šlo již o desátý debut Drakea na prvním místě žebříčku prodejnosti alb a tím se stal teprve osmým hudebním umělcem (a čtvrtým rapperem) historie, který tento milník překonal. Po vydání alba se všech 21 písní umístilo v Top 40 žebříčku Billboard Hot 100, přičemž devět se umístilo v Top 10 příčkách žebříčku, což ještě žádné jiné album nedokázalo. Vrchol hitparády obsadil singl „Way 2 Sexy“ (ft. Future a Young Thug). Následovaly: „Girls Want Girls“ (ft. Lil Baby) (2. příčka), „Fair Trade“ (ft. Travis Scott) (3. příčka), „Champagne Poetry“ (4. příčka), „Knife Talk“ (ft. 21 Savage a Project Pat) (5. příčka), „In the Bible“ (ft. Lil Durk a Giveon) (7. příčka), „Papi's Home“ (8. příčka), „TSU“ (9. příčka) a „Love All“ (ft. Jay-Z) (10. příčka). Drake tím zlomil 37 let starý rekord Michaela Jacksona, který měl po vydání alba Thriller v Top 10 žebříčku sedm písní (tento rekord Drake již dříve vyrovnal).

### Honestly, Nevermind; Her Loss a For All the Dogs (2022–2024)
V červnu 2022 překvapivě vydal své sedmé studiové album Honestly, Nevermind. Bylo nahráno v žánrech house music a dance music a debutovalo na prvních příčkách v Kanadě i v USA. V USA se první týden od vydání prodalo 204 000 ks alba (po započítání 250 milionů streamů). Šlo o Drakeovo již jedenácté nejprodávanější album ve Spojených státech amerických. Z desky pochází number-one singl „Jimmy Cooks“ (ft. 21 Savage) a dále singly „Sticky“ (6. příčka) a „Massive“ (14. příčka). V říjnu 2022 byl Drake s 6,8 miliardou streamů vyhlášen průběžným nejvíce streamovaným umělcem roku.
V listopadu 2022 vyšlo jeho společné album s rapperem 21 Savage nazvané Her Loss. Deska debutovala na první příčce Billboard 200 s 404 000 prodanými kusy v první týden prodeje v USA (po započítání 513 milionů streamů). Po vydání se všechny písně umístily v Top 20 příčkách žebříčku Billboard Hot 100. Nejlépe „Rich Flex“ (2. příčka), „Major Distribution“ (3. příčka) a „On BS“ (4. příčka).
V červenci 2023 ohlásil, že se chystá vydat svou první sbírku básní nazvanou Titles Ruin Everything. K propagaci sbírky byl vytvořen QR kód, který po oskenování vedl na webové stránky k jeho osmému studiovému albu For All the Dogs. V září vyšel první singl z alba „Slime You Out“ (ft. SZA). Ten byl dalším number-one hitem. Na začátku října následoval singl „8AM in Charlotte“ (17. příčka). Album vyšlo 6. října 2023. Všech dvacet tři písní z alba se po vydání umístily v žebříčku Billboard Hot 100; v Top20 bylo 14 písní. Nejlépe: „First Person Shooter“ (ft. J. Cole) (1. příčka), „IDGAF“ (ft. Yeat) (2. příčka), Virginia Beach“ (3. příčka), „Calling for You“ (ft. 21 Savage) (5. příčka), „Daylight“ (8. příčka) a „Fear of Heights“ (10. příčka). V první týden prodeje se v USA prodalo 402 000 ks desky (po započítání 514 milionů streamů. Již 17. listopadu 2023 vydal reedici alba pod názvem For All the Dogs Scary Hours Edition, která obsahovala šest nových písní.
V květnu 2024 vyrovnal rekord The Beatles a jako první sólový zpěvák překročil hranici kumulativních tří tisíc týdnů v žebříčku prodejnosti alb Billboard 200.

#### Spor s Kendrickem Lamarem a dalšími
V roce 2024 byl terčem disstracku Kendricka Lamara, který se do něj pustil ve své sloce v písni „Like That“ od dua Future a Metro Boomin. Píseň se díky virální slávě dostala na vrchol žebříčku Billboard Hot 100. Drake odpověděl v písni „Push Ups (Drop & Give Me 50)“, ve které zaútočil na Kendricka Lamara, Futurea, Metro Booomina, Ricka Rosse a the Weeknda. Píseň se umístila na 17. příčce žebříčku Billboard Hot 100. Drake se ještě téhož dne dočkal reakce od Ricka Rosse v písni „Champagne Moments“. Zatímco Drake čekal na odpověď Kendricka Lamara, na internetu se objevil disstrack „Freestyle/One Shot“, u kterého se ale ukázalo, že šlo o výtvor fanouška, který použil umělou inteligenci přesvědčivě napodobující hlas Kendricka Lamara. Do beefu se mezitím zapojil Kanye West, který nahrál remix písně „Like That“, ve které se pustil do Drakea a J. Colea. Drake ještě v dubnu vydal disstrack „Taylor Made Freestyle“, u kterého využil za pomoci umělé inteligence generátor hlasu legend západního pobřeží Tupaca a Snoop Dogga, pro které napsal texty plné zklamání z pasivity Kendricka Lamara. Pozůstalost 2Paca následně Drakeovi pohrozila žalobou, pokud neautorizované použití 2Pacova hlasu nestáhne ze streamovacích služeb. Drake tak ihned poté učinil.
Na konci dubna Kendrick Lamar odpověděl písní „Euphoria“. Začátkem května Lamar vydal další disstrack „6:16 in LA“. Drake ihned odpověděl písní „Family Matters“ (7. příčka), ve které Kendricka Lamara například obvinil z domácího násilí vůči jeho partnerce. V disstracku se také okrajově pustil znovu do the Weeknda a Ricka Rosse, a nově i do Kanye Westa nebo ASAP Rockyho.Jen hodinu po vydání tohoto disstracku  Kendrick Lamar na YouTube nahrál další disstrack „Meet the Grahams“, ve kterém Drakea obvinil, že má dceru, kterou zapřel. Krátce poté Lamar vydal již třetí disstrack během 36 hodin, který nazval „Not Like Us“. V něm Drakea obvinil, že je sexuální predátor, kterého přitahují nezletilé ženy a že vykrádá kulturu atlantského rapu. Drake nato odpověděl písní „The Heart Part 6“, která názvem odkazuje na Lamarovu stejnojmennou sérii písní. V disstracku Drake popírá veškerá dřívější obvinění Lamara, přičemž tvrdil, že zprávu o své údajné zapřené dceři vypustil jeho vlastní tým coby dezinformaci, které se Lamar chytil. Opět také zopakoval, že se Lamar dopustil domácího násilí. V závěru naznačil, že ho tento beef již nudí.
Po Kendrickovi Lamarovi v beefu zareagoval také producent Metro Boomin. Ten na sociálních sítích zveřejnil beat „BBL Drizzy“, u kterého vyzval kohokoliv, aby na něm nahrál diss track vůči Drakeovi. Autorovi nejlepšího diss tracku slíbil další beat zdarma.
V listopadu 2024 Drake podal prostřednictvím své firmy Frozen Moments LLC předžalobní výzvu na Universal Music Group (mateřskou společnost, pod níž spadají nahrávací společnosti vydávající alba jak Kendricka Lamara, tak ale i Drakea) a na streamovací službu Spotify. Ve výzvě je obvinil z nezákonného ovlivňování popularity písně „Not Like Us“. Podle Drakea měly tyto společnosti využívat internetových botů ke zvyšování počtu streamů písně a uplácet hudební stanice k přehrávání písně. Výzva dále uváděla, že rekordní zájem o píseň byl vytvořen uměle pod vlivem Universal Music Group, která z tohoto jednání měla značný finanční prospěch. Tímto postupem současně mělo dojít k umělému snížení zájmu o nové písně Drakea a tím k jeho finančnímu poškození. O dva dny později Drake podal druhou předžalobní výzvu, ve které obvinil společnost Universal Music Group z toho, že nezabránila vydání písně „Not Like Us“, ve které se podle něj Kendrick Lamar dopustil urážky na cti a pomluvy, když označil Drakea za pedofila a sexuálního predátora.

## Podnikání
V roce 2012 Drake, Oliver El-Khatib a hudební producent Noah "40" Shebib založili vlastní nahrávací label OVO Sound, který je přidruženou společností labelu Warner Records. Ten také zajišťuje distribuci labelu, ovšem s výjimkou Drakeových nahrávek, které distribuuje Republic Records. Drake na svůj label upsal umělce, jako například jsou: PartyNextDoor a ILoveMakonnen, a hudební producenty Boi-1da a T-Minus.
Roku 2013 byl jmenován ambasadorem basketbalového týmu Toronto Raptors. Součástí dohody bylo, že bude vystupovat na akcích týmu a pomůže mu s rebrandingem značky.
V letech 2010 a 2015 byl tváří televizních reklam pro Sprite. V roce 2015 také promoval fastfoodové řetězce Burger King a Whataburger. Na konci roku 2013 podepsal reklamní spolupráci se značkami Nike a Air Jordan na kolekci vlastních tenisek Air Jordan OVOs. V roce 2020 představil vlastní značku pod značnou Nike s názvem Nocta. První kolekce z roku 2020 se rychle vyprodala.
Když v roce 2015 společnost Apple spouštěla svou vlastní streamovací službu Apple Music, podepsali s Drakem smlouvu, která jim zajistila exkluzivitu prvního vydání jeho budoucí tvorby. Smlouva Drakeovi vynesla 19 milionů dolarů. Současně získal na rádiové službě Apple Music 1 (dříve pojmenované Beats1) vlastní pořad OVO Sound Radio. Rádio bylo v celém konceptu určeno k tomu, aby na něm – jako prvním – poprvé zaznívala Drakeova nová hudba. Drakeovi je připisován rychlý úspěch Apple Music, když po půl roce od svého spuštění již služba měla 10 milionů platících uživatelů.
Roku 2016 představil vlastní značku bourbonu Virginia Black Whiskey, kterou vytvořil s Brentem Hockingem, který již v té době byl zakladatel značky DeLeón Tequila. Jejich whiskey distribuuje společnost Proximo Spirits.
V roce 2017 on a Adel "Future the Prince" Nur založili produkční společnost DreamCrew, jejímž prostřednictvím produkují televizní seriály a filmy a která také poskytuje management lidem ze zábavního průmyslu. Společnost již produkovala seriál Euforie (2019–...) a třetí sérii seriálu Top Boy (2019). Společnost produkovala také dokumentární film The Carter Effect o basketbalistovi Vinceovi Carterovi z Toronto Raptors.
Roku 2018 odkoupil většinový kapitálový podíl hráčské organizace a lifestyle značky 100 Thieves. Do značky brzy poté invetovali i další, jako například hudební manažer Scooter Braun nebo hypoteční společnost Quicken Loans. Hodnota firmy se od té doby odhaduje na 125 milionů dolarů.
Podle časopisu Forbes činilo Drakeovo jmění v roce 2019 celkem 150 milionů dolarů.
V roce 2021 představil vlastní značku vonných svíček Better World Fragrance House. Na značce spolupracuje se švýcarskou firmou Givaudan.
Roku 2021 investoval do společnosti Daring Foods Inc., která se věnuje výrobě a prodeji rostlinné náhražky kuřecího masa. Drake se v té souvislosti sám označil za vegetariána. Firmě Daring Foods Inc. se za jediný rok svého působení podařilo získat od investorů 40 milionů dolarů a dodávat své produkty do více než jednoho tisíce obchodů, včetně řetězců Costco a Kroger. V téže době se mu vydařila ještě další investice z dřívější doby. Torontská zprostředkovatelská firma Wealthsimple, která spravuje stejnojmennou aplikaci na investice a obchodní transakce, meziročně ztrojnásobila svou tržní hodnotu, která vzrostla na 4 miliardy dolarů.
V září 2021 odkoupil minoritní podíl v kalifornském fast-food řetězci Dave’s Hot Chicken.

## Diskografie

### Studiová alba
- 2010: Thank Me Later
- 2011: Take Care
- 2013: Nothing Was the Same
- 2016: Views
- 2018: Scorpion
- 2021: Certified Lover Boy
- 2022: Honestly, Nevermind
- 2023: For All the Dogs

### Prodejní mixtape
- 2015: If You’re Reading This It’s Too Late
- 2015: What A Time To Be Alive (s Future)
- 2020: Dark Lane Demo Tapes

### Playlist
- 2017: More Life

### EP
- 2009: So Far Gone EP
- 2018: Scary Hours
- 2019: The Best in the World Pack
- 2021: Scary Hours 2
- 2024: 100 Gigs

### Kompilační album
- 2019: Care Package

### Spolupráce
- 2009: We Are Young Money (s Young Money Entertainment)
- 2014: Young Money: Rise of an Empire (s Young Money Entertainment)
- 2022: Her Loss (s 21 Savage)
- 2025: $ome $exy $ongs 4 U (s PARTYNEXTDOOR)

## Filmografie

### Filmy
- 2002 – Conviction / (Rozsudek)
- 2008 – Degrassi Spring Break Movie
- 2008 – Charlie Bartlett
- 2008 – Mookie's Law

### Seriály
- 2001 – Blue Murder / (Torontské stíny) (1 epizoda)
- 2001–2009 – Degrassi: The Next Generation
- 2002 – Soul Food (1 epizoda)
- 2005 – Best Friend's Date (1 epizoda)
- 2005 – Instant Star (1 epizoda)
- 2008 – The Border / (Hranice) (1 epizoda)
- 2009 – Being Erica / (Být Erikou) (1 epizoda)
- 2009 – Sophie (1 epizoda)
- 2009 – Beyond the Break / (Pláž Makaha) (1 epizoda)